# Jonas Devouassoux
Jonas Devouassoux (ur. 23 października 1989 w Chamonix) – francuski narciarz dowolny, specjalizujący się w konkurencji skicross. W 2014 roku wystartował na igrzyskach olimpijskich w Soczi, gdzie zajął 10. miejsce. Był też między innymi szósty podczas mistrzostw świata w Kreischbergu rok później. Najlepsze wyniki w Pucharze Świata osiągnął w sezonie 2016/2017, kiedy to zajął 45. miejsce w klasyfikacji generalnej, a w klasyfikacji skirossu był dziewiąty.

## Osiągnięcia

### Igrzyska olimpijskie
| Miejsce | Dzień     | Rok  | Miejscowość | Konkurencja | Zwycięzca             |
| ------- | --------- | ---- | ----------- | ----------- | --------------------- |
| 10.     | 20 lutego | 2014 | Soczi       | Skicross    | Jean Frédéric Chapuis |

### Mistrzostwa świata
| Miejsce | Dzień       | Rok  | Miejscowość   | Konkurencja | Zwycięzca             |
| ------- | ----------- | ---- | ------------- | ----------- | --------------------- |
| 13.     | 4 lutego    | 2011 | Deer Valley   | Skicross    | Christopher Del Bosco |
| 25.     | 10 marca    | 2013 | Voss          | Skicross    | Jean Frédéric Chapuis |
| 6.      | 25 stycznia | 2015 | Kreischberg   | Skicross    | Filip Flisar          |
| 13.     | 18 marca    | 2017 | Sierra Nevada | Skicross    | Victor Öhling Norberg |

### Puchar Świata

#### Miejsca w klasyfikacji generalnej
- sezon 2010/2011: 80.
- sezon 2011/2012: 66.
- sezon 2012/2013: 91.
- sezon 2013/2014: 48.
- sezon 2014/2015: 54.
- sezon 2015/2016: 66.
- sezon 2016/2017: 45.
- sezon 2017/2018:

##### Miejsca na podium w zawodach
1. Nakiska – 7 grudnia 2013 (skicross) – 1. miejsce
2. Watles – 16 stycznia 2016 (skicross) – 3. miejsce
3. Montafon – 17 grudnia 2016 (skicross) – 2. miejsce
4. Idre – 12 lutego 2017 (skicross) – 3. miejsce
5. Idre – 14 stycznia 2018 (skicross) – 3. miejsce